# James Rennie (acteur)
Pour le zoologiste britannique, voir James Rennie.
James Rennie (né le 18 avril 1890 à Toronto (Canada), et mort le 31 juillet 1965  à New York, États-Unis) est un acteur canadien.

## Biographie
James Rennie fut marié à l'actrice Dorothy Gish de 1920 à 1935, année de leur divorce.

## Filmographie
- 1920 : L'Envolée (Flying Pat) de F. Richard Jones
- 1920 : L'Arène conjugale (Remodeling Her Husband) de D. W. Griffith et Lillian Gish
- 1923 : His Children's Children de Sam Wood
- 1924 : Le Tango tragique (Argentine Love) d'Allan Dwan
- 1925 : Le Corsaire aux jambes molles (Clothes make the pirate), de Maurice Tourneur : Lieutenant Cavendish
- 1930 : The Bad Man, de Clarence G. Badger : Gilbert Jones
- 1930 : The Girl of the Golden West, de John Francis Dillon : Dick Johnson
- 1930 : Adios (The Lash) de Frank Lloyd
- 1931 : Illicit, d'Archie Mayo : Richard 'Dick' Ives II
- 1941 : La Folle Alouette (Skylark), de Mark Sandrich : Ned Franklyn
- 1942 : Une femme cherche son destin (Now, Voyager), d'Irving Rapper : Frank McIntyre
- 1942 : Six destins (Tales of Manhattan), de Julien Duvivier : H.R. 'Hank' Bronson
- 1944 : Le Président Wilson (Wilson), de Henry King : Jim Beeker
- 1945 : Une cloche pour Adano (A Bell for Adano), de Henry King : Lt. Colonel Sartorius